# GMC 6-71 Blower

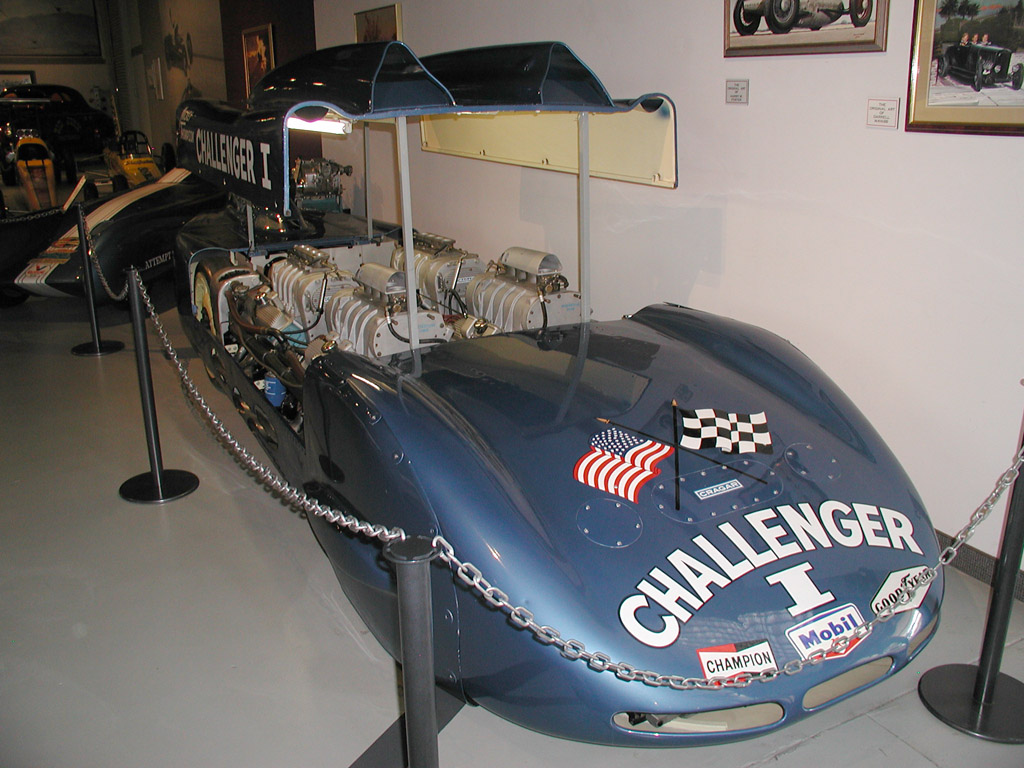
Der Challenger I von 1960 hatte 4 GMC 6-71-Lader

Der GMC 6-71 Blower ist ein Roots-Gebläse, das in der Motoren-Baureihe 71 von General Motors (GMC) zur Spülung verwendet wird. Die Serie 71 ist eine Zweitakt-Dieselmotor-Baureihe mit einem bis sechs Zylindern in Reihenbauweise und sechs bis 24 Zylinder in V-Anordnung. Diese Motoren wurden ab 1938 eingeführt.
Die Bezeichnung 6-71 ist historisch bedingt, dabei steht die 6 für die Zylinderzahl des ursprünglich angebauten Dieselmotors und 71 gibt dessen Einzel-Zylinderinhalt in inch³ an. Der Lader fördert pro Umdrehung 5553 cm³ (339 inch³). Die Rotoren haben eine Steigung von 30 Grad und sind 381 mm (15 inch) lang.
In der Hot-Rod-Szene werden diese Lader häufig in modifizierter Bauweise als Kompressor bei Viertakt-Motoren eingebaut. Dabei ist unter den Nachbauten nicht nur der „retro 6-71“ erhältlich, es wurde die originale „x-71“-Serie noch um Lader mit vergrößerten Rotoren und Gehäusen erweitert, was zu Bezeichnungen wie „16-71“ oder „18-71“ führte.
Einer der ersten hot rodder mit jenem Typ Kompressor war 1948 Barney Navarro, der einen 3-71 Lader auf den Ford-Flathead-V8-Motor seines Roadsters montierte. Bei den folgenden V8-Motoren aus Detroit mit den hängenden Ventilen (im Zylinderkopf), passte wiederum der 6-71 Blower recht gut. Turbolader waren später eine Alternative, außerdem bringt der Lysholm twin-screw supercharger mehr Leistung, aber wegen Aussehen und Ton hängen hot rodder nach wie vor an dem 6-71 Blower.